# George Balanchine
George Balanchine (født Georgi Melitonovitj dze Balanchivadze (georgisk: გიორგი მელიტონის ძე ბალანჩივაძე) (født 22. januar 1904 i Skt. Petersborg, død 30. april 1983 i New York City) var en russisk-amerikansk danser og koreograf, der var med til at grundlægge New York City Ballet, som han senere var leder af. Han var en pioner indenfor moderne ballet og en af det 20. århundredes mest anerkendte koreografer. Han samarbejdede blandt andet med Igor Stravinskij.
Balanchine var søn af den georgiske komponist Meliton Balanchivadze. Allerede som barn aflagde George prøve til balletten og blev som 9-årig optaget på den kejserlige balletskole. Skolen blev imidlertid nedlagt som følge af bolsjevikkernes sejr i den russiske revolution i 1917. Skolen genåbnede i 1921 og Balanchine afsluttede sin eksamen med udmærkelse. Han blev derefter optaget på musikkonservatoriet i Skt. Petersborg, hvor han læste klaver, musikteori, kontrapunkt og komposition. Han komponerede sit første værk i 1920. Sammen med Aleksandra Dionisijeva Danilova, Nikolaj Jefimov og hans daværende hustru Tamara Geva fik han i 1924 lov til at turnere i Vesteuropa. Da de optrådte i London, opfordrede Sergej Djagilev dem til at slutte sig til Ballets Russes.
I Ballet Russes blev Balanchine balletmester og koreograf. En skade satte i 1920'erne en stopper for hans egen dansekarriere. Efter Djagilevs død gik Ballets Russes i delvis opløsning. Balanchine begyndte at iscenesætte for Cochran Revues i London og blev engageret af Den Kongelige Ballet i København som gæsteballetmester. Her satte han primært andres værker op. 
Da Ballets Russes slog sig ned i Monte Carlo vendte Balanchine tilbage til truppen og blev atter balletmester. Han dannede atter eget balletkompagni, kaldet Les Ballets 1933, som dog blot bestod nogle måneder. Efter et møde med Lincoln Kirstein blev han overtalt til at flytte til USA for at oprette et balletkompagni. Han kom til USA i oktober 1932. School of American Ballet blev grundlagt allerede i januar 1933 med støtte fra Lincoln Kirstein og Edward M.M. Warburg. Balanchine arbejdede i løbet af 1930'erne og 1940'erne som koreograf for musikteatre og havde et stort forbillede i Fred Astaire.
Efter flere mislykkede forsøg på at få turnéer i stand og flere kompagnier, der derfor blev nedlagt, oprettede han midt i 1940'erne Ballet Society, som efter flere succesfulde forestillinger blev fast kompagni for New York City Center for Music and Drama. I 1948 skiftede kompagniet derfor navn til New York City Ballet. Balanchine skabte en amerikansk juletradition, der har spredt sig til hele landet, idet kompagniet fra 1954 opførte Nøddeknækkeren hvert år. 
Balanchine fik Kennedy Center Honors Award i 1978. Han døde af Creutzfeldt-Jakobs sygdom i 1983.